# Slaget vid Monongahela
Slaget vid Monongahela den 9 juli 1755 var en överväldigande fransk-indiansk seger över en överlägsen brittisk-amerikansk styrka. Den brittisk-amerikanska styrkan tillintetgjordes och det brittiska operativa målet att erövra Fort Duquesne fördröjdes med tre år.

## Bakgrund
Efter överfallet på Jumonville och George Washingtons förödmjukande kapitulation 1754 beslöt Londonregeringen att överföra större truppstyrkor till Brittiska Amerika och inleda en offensiv mot Nya Frankrike, trots att fred rådde i Europa. Den nyutnämnde brittisk militärbefälhavaren Edward Braddock planlade 1755 för offensiva operationer i tre riktningar; dels mot Fort Duquesne och Ohiolandet, dels mot de franska forten vid Ontariosjön, dels mot Fort Saint-Frédérick vid Lake Champlain.

## Framryckningen

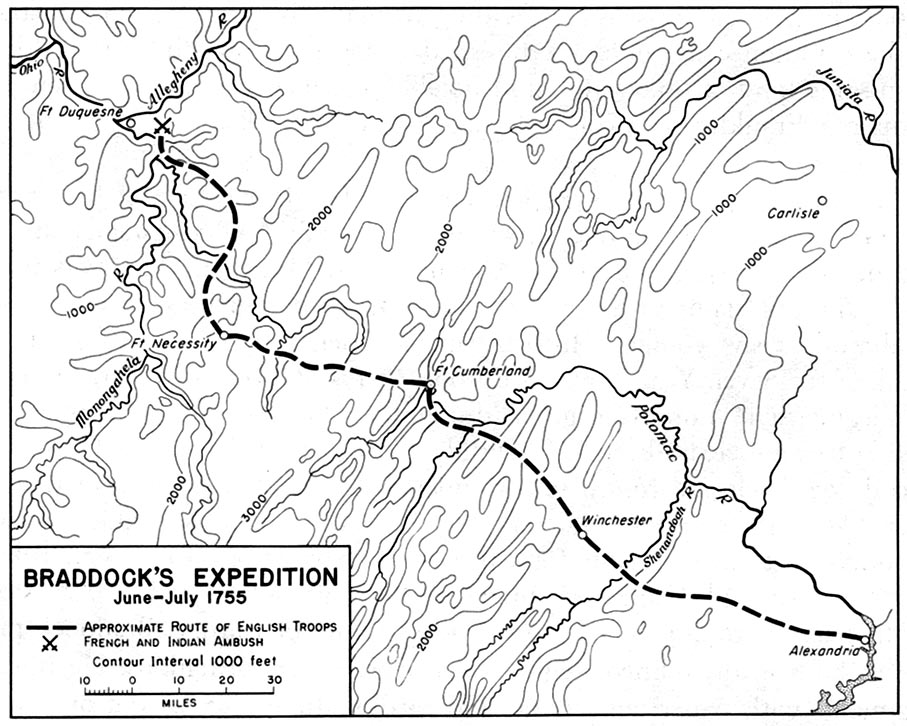
Den brittiska styrkans framryckning från Alexandria, Virginia till Monongahela.

Braddock tog själv befälet över expeditionen mot Fort Duquesne. En av hans adjutanter var George Washington vid Virginiaregementet och på hans inrådan beslöt han att expeditionens framryckning skulle följa den väg som Washington låtit röja när han året före försökt avhysa fransmännen från området. Då expeditionen medförde artilleri och träng måste vägen breddas till fyra meter vilket tog lång tid och krävde mycket arbete. Framryckningen gick därför långsam. Expeditionen delades därför i två delar, en främre avdelning om cirka 1500 man med huvuddelen av de stridande trupperna och några artilleripjäser som kunde rycka fram snabbare och en bakre avdelning om cirka 1000 man med trängen och huvuddelen av artilleriet vilken fick ta det långsammare. 

## Striden

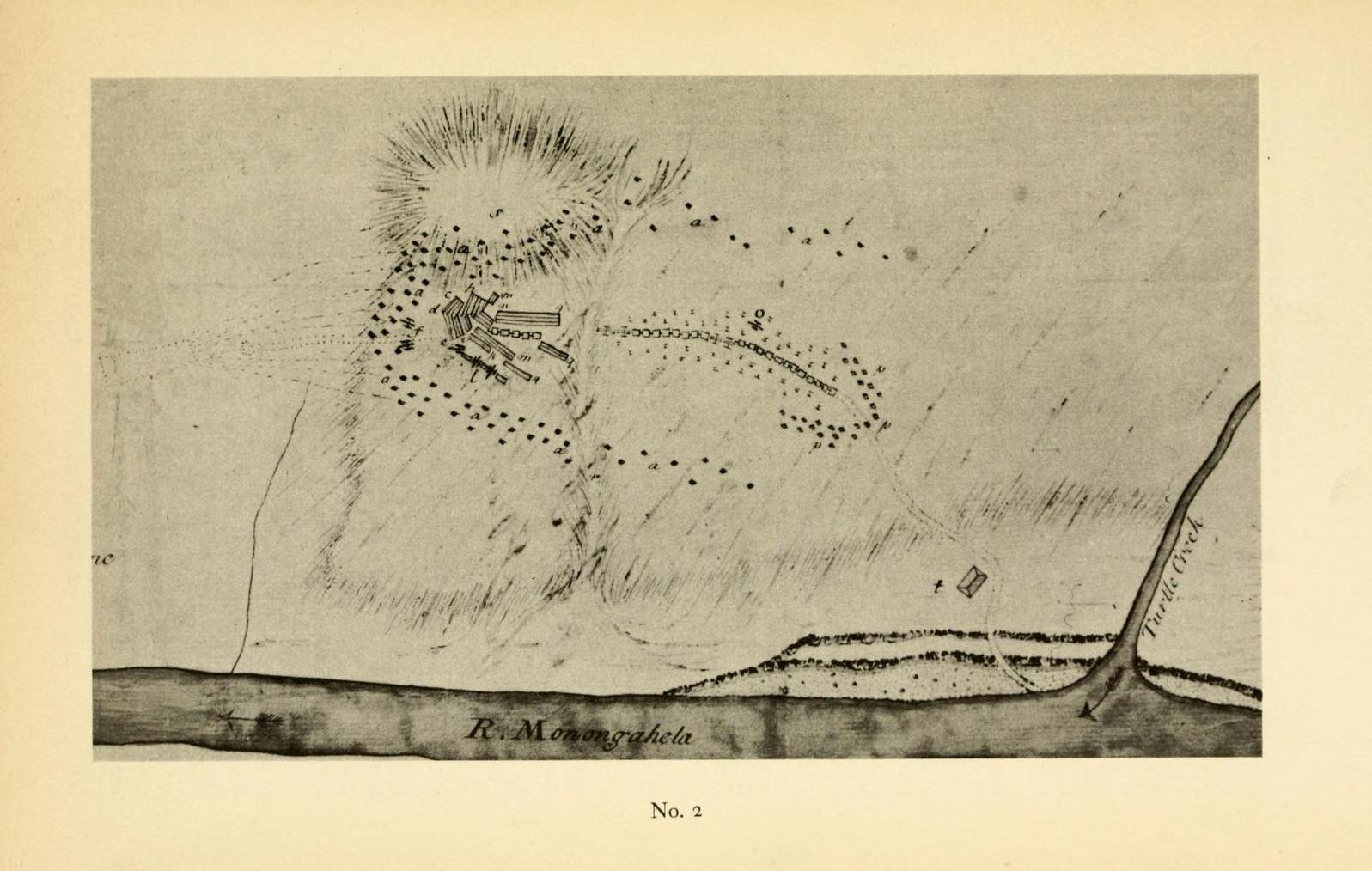
Karta över slaget vid Monongahela som visar situationen omkring kl.14:00.
- a = Fransmännen och indianerna smyger bland träden runt britterna.
- f = Förtruppens övergivna fältpjäser
- c, d, e, h, i, k, m, n, q = Den brittiska huvudstyrkan i oordning, men försöker göra front mot fiendens eld
- l = Huvudstyrkans tre tolvpundiga fältpjäser
- o = Efterruppens tolvpundiga fältpjäs
- p Eftertruppen

Den 9 juli befann sig den främre avdelningen av Braddocks expedition inte långt från Fort Duquesne. Under dagen korsade den två vadställen på Monongahelafloden. Det första på förmiddagen och det andra strax efter middagstid. Först kom några beridna spanare och några indianspejare, sen en förtrupp med pionjärer och 300 infanterister samt två kanoner under befäl av Thomas Gage. Några hundra meter därefter kom avdelningens huvudstyrka. I Fort Duquesne var man väl medvetna om den brittiska styrkan. Fortets kommendant Daniel de Beaujeu hade beslutat att möta fienden i skogen istället för att försöka uthärda en belägring. Den brittiska styrkans storlek gjorde dock att Frankrikes indianska allierade tvekade att delta och utan dem var företaget ogenomförbart. Det var först efter lång övertalning som de gick med på att delta. De Beuajeu hade tänkt att genomföra ett välorganiserat eldöverfall, men på grund av indianernas tvekan mötte man fienden innan man hunnit gå i ställning och striden blev helt improviserad.
De framryckande fransmännen mötte plötsligt de brittiska spanarna som då i all hast återvände till förtruppen under Gage. Britterna såg De Beuajeu i indiandräkt, men med en ringkrage om halsen, signalera och en kraftig eldgivning öppnades mot Gages män. Britterna besvarade elden med muskötsalvor och artilleri. Den kanadensiska milisen övergav stridsfältet och indianerna började tveka, men det franska marininfanteriet höll stånd mot ett brittiskt motanfall och indianerna samlade sig. De spred ut sig på bägge sidorna om den brittiska förtruppen och besköt dem från skydd bakom träden. När Braddock hörde eldgivningen samlade han sin huvudstyrka och ryckte framåt. Kvar lämnades 400 man som eftertrupp och trossbevakning. Förtruppen flydde nu bakåt och blandades ihop med de framryckande och paniken spred sig till de trupper som ännu inte mött fienden. Under två timmar uthärdade den brittiska styrkan fiendens eld med stora förluster som följd. Motanfall gjordes, men de misslyckades. Den dolda fienden valde ut officerarna som de främsta måltavlorna, vilket ökade förvirringen bland britterna. Braddock själv blev dödligt sårad. Till slut bröt det brittiska motståndet samman och slaget slutade med de överlevandes flykt hals över huvudet. Fienden förföljde inte.

## Konsekvenser
Det brittiska nederlaget vid Monongahela gjorde att tidigare tveksamma indianer nu aktivt började stödja fransmännen i kriget. Lenni Lenaperna hade lurats från sin mark av Thomas Penn och de tog nu tillfället i akt och försökte fördriva de ulster-skotska och tyska bosättarna i västra Pennsylvania. Massor med flyktingar strömmade österut. Kväkarna som kontrollerade provinsen Pennsylvania vägrade hårdnackat att mot sitt samvete genomföra några försvarsåtgärder. Men efter påtryckningar från London löste de frågan genom att överlämna makten i kolonin till oppositionen vilken inte hade några principiella invändningar mot militära åtgärder.

## Appendix
- Slagordningen vid slaget vid Monongahela